# Кенмор (Нью-Йорк)
Кенмор (англ. Kenmore) — селище (англ. village) в США, в окрузі Ері штату Нью-Йорк. Населення — 15 205 осіб (2020).

## Географія
Кенмор розташований за координатами 42°57′53″ пн. ш. 78°52′17″ зх. д. / 42.96472° пн. ш. 78.87139° зх. д. (42.964634, -78.871286).  За даними Бюро перепису населення США в 2010 році селище мало площу 3,72 км², уся площа — суходіл.

## Демографія
Згідно з переписом 2010 року, у селищі мешкали 15 423 особи в 7036 домогосподарствах у складі 3971 родини. Густота населення становила 4149 осіб/км².  Було 7387 помешкань (1987/км²).
Расовий склад населення:
| - 92,8 % — білих - 3,0 % — чорних або афроамериканців - 1,0 % — азіатів - 0,6 % — корінних американців |

До двох чи більше рас належало 1,9 %. Частка іспаномовних становила 3,4 % від усіх жителів.
За віковим діапазоном населення розподілялося таким чином: 20,7 % — особи молодші 18 років, 64,8 % — особи у віці 18—64 років, 14,5 % — особи у віці 65 років та старші. Медіана віку мешканця становила 39,7 року. На 100 осіб жіночої статі у селищі припадало 87,4 чоловіків;  на 100 жінок у віці від 18 років та старших — 83,4 чоловіків також старших 18 років.
Середній дохід на одне домашнє господарство  становив 62 858 доларів США (медіана — 51 634), а середній дохід на одну сім'ю — 80 331 долар (медіана — 74 387). Медіана доходів становила 47 250 доларів для чоловіків та 41 770 доларів для жінок. За межею бідності перебувало 8,6 % осіб, у тому числі 9,4 % дітей у віці до 18 років та 6,4 % осіб у віці 65 років та старших.
Цивільне працевлаштоване населення становило 8409 осіб. Основні галузі зайнятості: освіта, охорона здоров'я та соціальна допомога — 33,8 %, роздрібна торгівля — 13,8 %, науковці, спеціалісти, менеджери — 11,1 %.